# Luiz Antonio Xavier
Luiz Antonio Xavier (Curitiba, 21 de dezembro de 1856 — Curitiba, 19 de dezembro de 1933) foi um político brasileiro.

## Biografia
Filho de Manuel Antonio Xavier e d. Anna Fernandes Xavier.
O coronel Luiz Xavier exerceu, dentre outros, os cargos de secretário de finanças, prefeito municipal de Curitiba em várias legislaturas, tendo sido o primeiro prefeito reeleito na capital paranaense; secretário do interior, justiça e instrução pública, deputado federal e estadual em diversas legislaturas.
Dois dias antes de completar seu septuagésimo sétimo ano de vida, morreu aos 76 anos e 11 meses.
Devido a sua grande popularidade quando prefeito nas várias legislaturas, e simpatia para com o povo, ainda em vida foi agraciado com a honraria de ceder seu nome para uma importante avenida central de Curitiba. Hoje, conhecida como Avenida Luiz Xavier, considerada a menor avenida do mundo.